# تیرول (ایالت)
تیرول یکی از ایالت‌های کشور اتریش است. این ایالت از دو قسمت تیرول شمالی و تیرول شرقی تشکیل شده است. مرکز آن شهر اینسبروک است. شهر اینسبروک به خاطر دانشگاه‌های خود به‌ویژه دانشگاه پزشکی معروف است. از دیگر شهرهای بزرگ این ایالت می‌توان به کوف‌اشتاین، پواتز، رویته و لاندک اشاره کرد. ایالات تیرول از مکان‌های محبوب برای اسکی‌بازان است و پیست‌های اسکی اصلی آن عبارت است از: کیتزبوهل، ایشگل و سنت آنتون. بلندترین کوه این ایالت، گروس‌گلوکنر نام دارد که در کوهستان های تاورن واقع شده و ۳٬۷۹۸ ارتفاع دارد. این کوه در کل منطقه تیرول جنوبی پس از قله «اوتلر» (۳٬۹۰۵ متر) دومین کوه بلند است.
درهٔ شنالشتال (Schnalstal valley) در تیرول جنوبی قرار دارد.